# 조필달 장군 유물
조필달 장군 유물(趙必達 將軍 遺物)은 전북특별자치도 김제시에 있는, 조선시대 조필달 장군(1600∼1664)이 남긴 유물이다. 1983년 8월 24일 전라북도의 유형문화재 제104호로 지정되었다.

## 개요
조필달 장군(1600∼1664)이 남긴 유물로 장군의 군복, 호남육군사령기, 화살통, 고신, 교지 12매, 논시(論示)가 전해진다.
이 유물은 인조, 효종, 현종대 군인의 품계에 수반된 군대와 관련된 자료를 살필 수 있는 중요한 자료이다.
조필달 장군은 정묘호란 때 세자를 호위하였고, 병자호란 때 남한산성에서 인조를 호위하였다. 효종 때에는 송시열과 함께 북벌에 참여하였고, 삼도수군통제사 겸 경상우도수군절도사에 올랐다.

## 참고 자료
- 조필달장군유물 - 국가유산청 국가유산포털